# Nuoto ai campionati mondiali di nuoto 2019 - Staffetta 4x200 metri stile libero maschile
La gara di nuoto della staffetta 4x200 metri stile libero maschile dei campionati mondiali di nuoto 2019 è stata disputata il 26 luglio presso il Nambu International Aquatics Centre di Gwangju. Vi hanno preso parte 22 squadre nazionali.

## Podio
| Posizione | Nazione     | Atlete                                                                                        |
| --------- | ----------- | --------------------------------------------------------------------------------------------- |
| Oro       | Australia   | Clyde Lewis Kyle Chalmers Alexander Graham Mack Horton Jack McLoughlin* Thomas Fraser-Holmes* |
| Argento   | Russia      | Michail Dovgaljuk Michail Vekoviščev Aleksandr Krasnych Martin Maljutin Ivan Girev*           |
| Bronzo    | Stati Uniti | Andrew Seliskar Blake Pieroni Zachary Apple Townley Haas Jack Conger* Jack LeVant*            |

* Nuotatori che hanno partecipato solamente nelle batterie.

## Programma
| Data           | Ora (UTC+9) | Turno    |
| -------------- | ----------- | -------- |
| 26 luglio 2019 | 11:26       | Batterie |
| 26 luglio 2019 | 21:42       | Finale   |

## Record
Prima della manifestazione il record del mondo e il record dei campionati erano i seguenti.
| Record mondiale       | 6'58"55 | Stati Uniti Michael Phelps (1'44"49) Ricky Berens (1'44"13) David Walters (1'45"47) Ryan Lochte (1'44"46) | 31 luglio 2009 Roma, Italia |
| Record dei campionati | 6'58"55 | Stati Uniti Michael Phelps (1'44"49) Ricky Berens (1'44"13) David Walters (1'45"47) Ryan Lochte (1'44"46) | 31 luglio 2009 Roma, Italia |

## Risultati

### Batterie
Le batterie si sono tenute alle 11:26.
| Pos. | Batteria | Corsia | Nazione       | Atleti | Tempo   | Note             |
| ---- | -------- | ------ | ------------- | --- | ------- | ---------------- |
| 1    | 3        | 6      | Italia        | Filippo Megli (1'46"79) Matteo Ciampi (1'46"42) Stefano Ballo (1'45"66) Stefano Di Cola (1'46"10)               | 7'04"97 | Q                |
| 2    | 2        | 3      | Russia        | Aleksandr Krasnych (1'46"58) Michail Dovgaljuk (1'46"28) Ivan Girev (1'47"01) Michail Vekoviščev (1'45"41)      | 7'05"28 | Q                |
| 3    | 3        | 4      | Stati Uniti   | Andrew Seliskar (1'45"71) Jack Conger (1'47"99) Jack LeVant (1'47"57) Zachary Apple (1'45"59)                   | 7'06"86 | Q                |
| 4    | 2        | 4      | Australia     | Alexander Graham (1'46"41) Jack McLoughlin (1'46"80) Thomas Fraser-Holmes (1'47"20) Mack Horton (1'46"56)       | 7'06"97 | Q                |
| 5    | 3        | 3      | Cina          | Ji Xinjie (1'46"26) Wang Shun (1'47"40) Sun Yang (1'46"08) Xu Jiayu (1'47"31)                                   | 7'07"05 | Q                |
| 6    | 3        | 2      | Brasile       | Luiz Altamir Melo (1'47"51) Fernando Scheffer (1'45"94) João de Lucca (1'47"64) Breno Correia (1'46"03)         | 7'07"12 | Q                |
| 7    | 2        | 5      | Regno Unito   | Thomas Dean (1'47"34) Calum Jarvis (1'45"94) Max Litchfield (1'48"20) Cameron Kurle (1'46"97)                   | 7'08"45 | Q                |
| 7    | 2        | 6      | Germania      | Poul Zellmann (1'48"29) Rafael Miroslaw (1'46"89) Jacob Heidtmann (1'45"78) Damian Wierling (1'47"49)           | 7'08"45 | Q                |
| 9    | 3        | 5      | Giappone      | Kotaro Takahashi (1'48"18) Katsuhiro Matsumoto (1'45"31) Keisuke Yoshida (1'47"72) Daiya Seto (1'48"02)         | 7'09"23 |                  |
| 10   | 3        | 1      | Israele       | Denis Loktev (1'48"55) Daniel Namir (1'47"96) Tomer Frankel (1'47"95) Gal Cohen Groumi (1'47"53)                | 7'11"99 | Record nazionale |
| 11   | 2        | 9      | Polonia       | Jan Świtkowski (1'48"20) Jan Hołub (1'48"51) Jakub Kraska (1'47"30) Kacper Majchrzak (1'48"00)                  | 7'12"01 |                  |
| 12   | 2        | 8      | Svizzera      | Antonio Djakovic (1'47"62) Nils Liess (1'47"28) Aleksi Schmid (1'48"22) Jérémy Desplanches (1'48"96)            | 7'12"08 | Record nazionale |
| 13   | 3        | 8      | Belgio        | Louis Croenen (1'48"26) Alexandre Marcourt (1'48"33) Thomas Thijs (1'49"48) Sebastien De Meulemeester (1'46"92) | 7'12"99 |                  |
| 14   | 1        | 5      | Nuova Zelanda | Lewis Clareburt (1'47"97) Matthew Stanley (1'48"10) Daniel Hunter (1'48"88) Zac Reid (1'48"11)                  | 7'13"06 | Record nazionale |
| 15   | 2        | 1      | Ungheria      | Dominik Kozma (1'46"33) Péter Bernek (1'48"98) Ákos Kalmár (1'51"41) Nándor Németh (1'46"92)                    | 7'13"64 |                  |
| 16   | 1        | 4      | Irlanda       | Jack McMillan (1'48"00) Robert Powell (1'48"84) Jordan Sloan (1'47"84) Brendan Hyland (1'49"23)                 | 7'13"91 | Record nazionale |
| 17   | 2        | 2      | Canada        | Markus Thormeyer (1'48"37) Alexander Pratt (1'49"45) Jeremy Bagshaw (1'48"07) Carson Olafson (1'48"12)          | 7'14"01 |                  |
| 18   | 2        | 7      | Corea del Sud | Lee Yoo-yeon (1'48"30) Jang Dong-hyeok (1'49"13) Hwang Sun-woo (1'49"78) Lee Ho-joon (1'47"84)                  | 7'15"05 | Record nazionale |
| 19   | 1        | 3      | Serbia        | Velimir Stjepanović (1'47"79) Aleksa Bobar (1'49"43) Vuk Čelić (1'48"79) Andrej Barna (1'49"30)                 | 7'15"31 | Record nazionale |
| 20   | 2        | 0      | Portogallo    | Miguel Nascimento (1'48"00) Alexis Santos (1'47"68) Tomás Veloso (1'49"83) Diogo Carvalho (1'52"41)             | 7'17"92 |                  |
| 21   | 3        | 7      | Singapore     | Quah Zheng Wen (1'48"29) Darren Chua Yi Shou (1'48"69) Jonathan Tan Eu Jin (1'50"19) Glen Lim Jun Wei (1'50"95) | 7'18"12 |                  |
| 22   | 3        | 0      | Taipei cinese | Wang Hao (1'51"61) Wang Kuan-hung (1'51"68) An Ting-yao (1'51"21) Wang Hsing-hao (1'49"28)                      | 7'23"78 |                  |

### Finale
La finale si è nuotata alle 21:42.
| Pos. | Corsia | Nazione       | Atleti | Tempo   | Note             |
| ---- | ------ | ------------- | --- | ------- | ---------------- |
|      | 6      | Australia     | Clyde Lewis (1'45"58) Kyle Chalmers (1'45"37) Alexander Graham (1'45"05) Mack Horton (1'44"85)                  | 7'00"85 | Record oceaniano |
|      | 5      | Russia        | Michail Dovgaljuk (1'45"56) Michail Vekoviščev (1'45"45) Aleksandr Krasnych (1'45"38) Martin Maljutin (1'45"42) | 7'01"81 |                  |
|      | 3      | Stati Uniti   | Andrew Seliskar (1'45"81) Blake Pieroni (1'44"98) Zachary Apple (1'46"03) Townley Haas (1'45"16)                | 7'01"98 |                  |
| 4    | 4      | Italia        | Filippo Megli (1'45"86) Gabriele Detti (1'45"30) Stefano Ballo (1'45"27) Stefano Di Cola (1'45"58)              | 7'02"01 | Record nazionale |
| 5    | 1      | Gran Bretagna | Duncan Scott (1'44"91) Calum Jarvis (1'45"58) Thomas Dean (1'46"10) James Guy (1'45"45)                         | 7'02"04 |                  |
| 6    | 2      | Cina          | Ji Xinjie (1'45"48) Wang Shun (1'46"17) Xu Jiayu (1'48"13) Sun Yang (1'44"96)                                   | 7'04"74 |                  |
| 7    | 7      | Brasile       | Luiz Altamir Melo (1'47"72) Fernando Scheffer (1'45"97) João de Lucca (1'47"11) Breno Correia (1'46"84)         | 7'07"64 |                  |
| 8    | 8      | Germania      | Poul Zellmann (1'47"19) Rafael Miroslaw (1'47"20) Jacob Heidtmann (1'46"16) Damian Wierling (1'47"10)           | 7'07"65 |                  |